# Work (film)

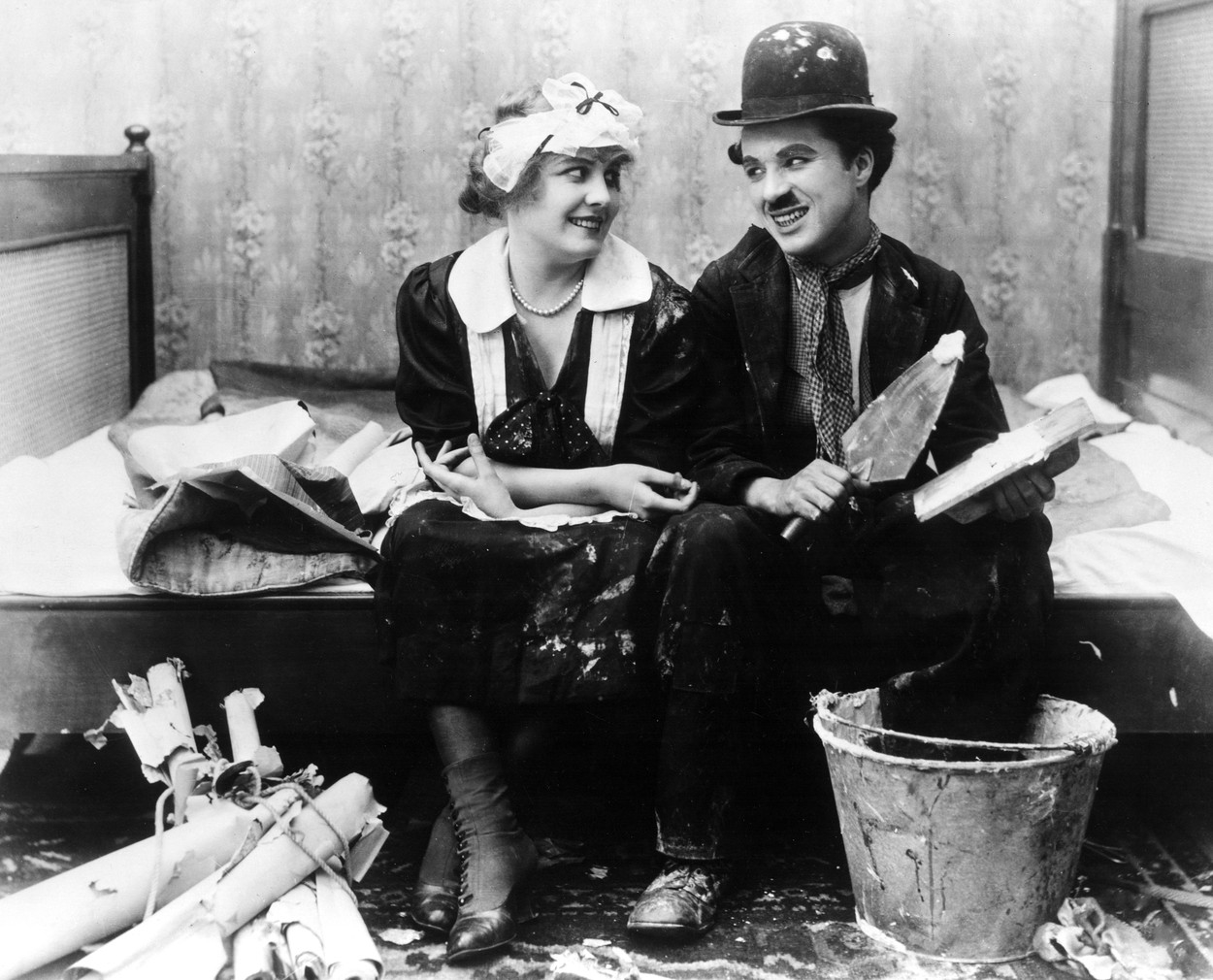
Edna Purviance en Charlie Chaplin in de film Work

Work is een half uur durende stomme film van Charlie Chaplin uit 1915 met onder anderen Edna Purviance. De film werd opgenomen in de Majestic Studio in Los Angeles.

## Rolverdeling
| Acteur          | Personage                | Nota       |
| --------------- | ------------------------ | ---------- |
| Charlie Chaplin | Izzy A. Wake's Assistant |            |
| Billy Armstrong | De man                   | uncredited |
| Marta Golden    | De vrouw                 | uncredited |
| Charles Inslee  | Behanger                 | uncredited |
| Paddy McGuire   | Stukadoor                | uncredited |
| Edna Purviance  | Meid                     | uncredited |
| Leo White       | Geheime aanbidder        | uncredited |